# 王先琼
王先琼（1952年—），侗族，中华人民共和国政治人物、第十一届全国政协委员。
加入中国民主促进会，担任十一届全国政协常务委员、民进贵州省黔东南苗族侗族自治州主委。2008年，当选第十一届全国政协常务委员，代表少数民族界，分入第五十组。